# 568. grenadirski polk (Wehrmacht)
568. grenadirski polk (izvirno nemško 568. Grenadier-Regiment; kratica 568. GR) je bil pehotni polk Heera v času druge svetovne vojne.

## Zgodovina
Polk je bil ustanovljen 26. marca 1944 kot tretji polk 214. pehotne divizije. Uničen je bil januarja 1945.